# Santa Clara del Tule
Santa Clara del Tule är en ort i Mexiko.   Den ligger i kommunen Zinapécuaro och delstaten Michoacán de Ocampo, i den södra delen av landet, 180 km väster om huvudstaden Mexico City. Santa Clara del Tule ligger 1 911 meter över havet och antalet invånare är 1 326.
Terrängen runt Santa Clara del Tule är huvudsakligen kuperad, men västerut är den platt. Runt Santa Clara del Tule är det ganska tätbefolkat, med 90 invånare per kvadratkilometer. Närmaste större samhälle är Zinapécuaro, 4,0 km norr om Santa Clara del Tule. I omgivningarna runt Santa Clara del Tule växer i huvudsak blandskog.